# 朝阳川镇
朝阳川镇，是中华人民共和国吉林省延边朝鲜族自治州延吉市下辖的一个乡镇级行政单位。

## 行政区划
朝阳川镇下辖以下地区：
胜利社区、文化社区、春光社区、朝阳社区、和平社区、吉成村、勤劳村、太东村、光石村、德新村、合成村、三峰村、三成村、东丰村、长青村、光荣村、朝阳村、龙盛村、柳新村、横道村、仲坪村、太兴村、八道村、长胜村和平道村。

## 交通
- 长珲城际铁路：延吉西站